# Ulla-Liza Blom
Ulla Elisabet (Ulla-Liza) Blom, född 30 juli 1939 i Stockholm, död där 6 oktober 2021, var en svensk byggnadsingenjör.
Blom, som var dotter till transportförman Emil Blom och affärsbiträde Gerda Lundquist, avlade byggnadsingenjörsexamen 1963 och bedrev universitetsstudier 1980–1984. Hon var verkmästarbiträde vid Farsta Centrum 1959–1960, konstruktör hos Sven Tyrén AB 1960–1964, sjukhusplanerare vid Institutet för sjukhusplanering (IFS) 1964–1967, vid Sjukvårdens och socialvårdens planerings- och rationaliseringsinstitut (Spri) från 1968, handläggare vid nämnden för sjukvårds- och socialvårdsbyggnader (NSB) 1968–1977, projektledare från 1977 och områdesansvarig för byggnadsområdet och jämställdhet från 1987. Hon var ordförande för Yrkeskvinnors Klubb (YK) i Stockholm 1974–1977, redaktör för YK-Forum 1980–1986, styrelseledamot i Yrkeskvinnors Riksförbund  1984–1986, medlem i International Federation of Business and Professional Women's Public Policy Committee från 1985, ordförande i Kvinnors Byggforum 1984–1987 och ordförande i Svenska UNIFEM-kommittén Botilda från 1986. Hon utgav bland annat Varierad arbetstid–ökad jämställdhet (redaktör, 1984).